# Chashi Nazrul Islam
Chashi Nazrul Islam (চাষী নজরুল ইসলাম), né le 23 octobre 1941 à Bikrampur (en) et mort le 11 janvier 2015 à Dhaka, est un réalisateur bangladais.

## Biographie
Il est le fils de Mosleh Uddin Khan et Shayesta Khanom.
Son film Ora Egaro Jon (1972) est le premier sur la Guerre de libération du Bangladesh (1971).

## Distinctions
- 2004 : Ekushey Padak[1]

## Filmographie
(mars 2017).
- 1972 : Ora Egaro Jon
- 1974 : Sangram
- 1975 : Bhalo Manush
- 1978 : Bajimat
- 1982 : Devdas
- 1985 : Chandrakotha
- 1986 : Shuvoda
- 1986 : Lady Smuggler
- 1987 : Mia Bhai
- 1987 : Behula Lakhindar
- 1988 : Biraha Betha
- 1988 : Mahajuddha
- 1989 : Basona
- 1990 : Danga Fasad
- 1991 : Padma Meghna Jamuna
- 1993 : Desh Jati Zia
- 1995 : Ajker Protibad
- 1995 : Shilpi
- 1995 : Hangor Nodi Grenade
- 2001 : Hasan Raja
- 2002 : Kamalpurer Juddha
- 2004 : Megher Pore Megh
- 2005 : Shasti
- 2013 : Devdas (deuxième adaptation)

## Mort
Islam est mort d'un cancer du foie à l'hôpital Labaid à Dhaka, au Bangladesh le 11 janvier 2015, à l'âge de 73 ans.